# Felip Benessat i Bayés
Felip Benessat i Bayés   (Sant Julià de Vilatorta, 2 de maig de 1815 - Sabadell, 29 d'abril de 1877) fou un farmacèutic, químic, taxidermista i sacerdot català. Conegut com l'apotecari del Pou, a la dècada del 1850 va muntar una fàbrica de gas que va fer possible instaurar el nou sistema d'enllumenat als carrers de Sabadell.

## Biografia
Quan va morir el seu pare, la família abandonà la casa pairal de can Solà, al terme de Sant Julià de Vilatorta, i s'instal·là a Vic, on Benessat inicià els estudis de Farmàcia. Es llicencià el 1841 i aquest mateix any va obrir un laboratori de química a la capital osonenca. Més endavant, morta la mare i sense altres lligams familiars a la Plana, s'establí a Sabadell, on va obrir una farmàcia a la plaça Major, a casa del seu germà Ramon.
A part de la química i la farmàcia, es dedicà també a la taxidèrmia. De les seves mans van sortir exemplars de més de 500 espècies destinats a col·leccions públiques i privades, que va dissecar amb procediments de creació pròpia. Com a farmacèutic va ser un dels primers a produir cloroform a gran escala i va idear un procediment per a l'obtenció aigües minerals artificials, que donà lloc a una pròspera indústria a la nostra ciutat. El 1851, quan l'escassa il·luminació urbana depenia dels tradicionals fanals d'oli, Benessat va aconseguir encendre tres fanals davant de casa seva amb el gas que va obtenir de residus tèxtils de llana. Esperonat per la troballa, l'any següent, amb l'enginyer Ridehart i el barceloní Francesc Prats, va muntar una fàbrica de gas que va fer possible la instauració del nou sistema d'enllumenat als carrers de Sabadell, sistema que només estava a l'abast de les grans ciutats com Barcelona.
Felip Benessat mai no acceptà distincions ni càrrecs públics i el 1863 –quan tenia 48 anys– entrà al seminari de Barcelona per ser ordenat sacerdot. Des d'aleshores s'instal·là a la Casa de Baneficència, que ell mateix havia contribuït a fundar, com a simple capellà i infermer major, fins que hi morí el 1878.
L'any 1886, l'ajuntament que presidia Jaume Molins va acordar donar el nom de Felip Benessat a un carrer de la ciutat.